# Dicranopalpus angolensis
Dicranopalpus angolensis is een hooiwagen uit de familie echte hooiwagens (Phalangiidae).